# Oostenrijkse presidentsverkiezingen 1992

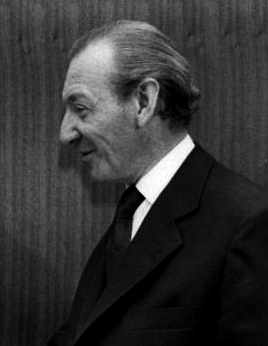
Kurt Waldheim, bondspresident sinds 1986, stelde zich niet kandidaat voor een tweede termijn vanwege zijn oorlogsverleden

De negende verkiezingen voor een bondspresident tijdens de Tweede Oostenrijkse Republiek vonden op 26 april en 24 mei 1992 plaats. De verkiezingen werden gewonnen door de partijloze Thomas Klestil wiens kandidatuur werd ondersteund door de Österreichische Volkspartei (ÖVP).

## Aanloop
Bondspresident Kurt Waldheim gaf in de aanloop naar de verkiezingen aan dat hij zich niet zou kandideren voor een tweede termijn. Vanwege zijn oorlogsverleden (hij zou zich schuldig hebben gemaakt aan oorlogsmisdaden gedurende de Tweede Wereldoorlog) was Waldheim gedurende zijn ambtstermijn niet welkom in verschillende landen en werd hij gemeden.
De christendemocratische Österreichische Volkspartei (ÖVP) schoof de voormalige ambassadeur in Washington, Thomas Klestil, naar voren als presidentskandidaat. De Sozialdemokratische Partei Österreichs (SPÖ) nomineerde Rudolf Streicher, terwijl de populistische Freiheitliche Partei Österreichs (FPÖ) mevr. Heide Schmidt naar voren schoof. Grüne Alternative kwam met Robert Jungk.

## Eerste ronde
De eerste ronde van de presidentsverkiezingen vond op 26 april 1990 plaats. Geen van de kandidaten verkreeg een meerderheid waarna een tweede ronde noodzakelijk bleek. De twee kandidaten met de meeste stemmen, de sociaaldemocraat Rudolf Streicher en de partijloze Thomas Klestil, plaatsen zich voor de tweede ronde.

### Uitslag eerste ronde
| Kandidaat                                                        | Kandidaat                   | Partij                                       | Stemmen   | Percentage |
| ---------------------------------------------------------------- | --------------------------- | -------------------------------------------- | --------- | ---------- |
|                                                                  | Rudolf Streicher            | Sozialdemokratische Partei Österreichs (SPÖ) | 1.888.599 | 40,7%      |
|                                                                  | Thomas Klestil              | Partijloosa                                  | 1.728.234 | 37,2%      |
|                                                                  | Heide Schmidt               | Grüne Alternative (GA)                       | 761.390   | 16,4%      |
|                                                                  | Robert Jungk                | Freiheitliche Partei Österreichs (FPÖ)       | 266.954   | 5,7%       |
| Ongeldige en blanco stemmen                                      | Ongeldige en blanco stemmen |                                              | 143.717   | —          |
| Totaal (Opkomst 84,38%)                                          | Totaal (Opkomst 84,38%)     |                                              | 4.789.894 | 100%       |
| a Kandidatuur gesteund door de Österreichische Volkspartei (ÖVP) |                             |                                              |           |            |

## Tweede ronde
De tweede ronde van de presidentsverkiezingen vond op 24 1992 plaats en werd gewonnen door de Thomas Klestil omdat de FPÖ-leider Jörg Haider - nadat de eigen kandidaat tijdens de eerste ronde was uitgeschakeld - haar achterban opriep om op Klestil te stemmen.

### Uitslag van de tweede ronde
| Kandidaat                                                        | Kandidaat                   | Partij                                       | Stemmen   | Percentage |
| ---------------------------------------------------------------- | --------------------------- | -------------------------------------------- | --------- | ---------- |
|                                                                  | Thomas Klestil              | Partijloosa                                  | 2.528.006 | 56,9%      |
|                                                                  | Rudolf Streicher            | Sozialdemokratische Partei Österreichs (SPÖ) | 1.915.380 | 43,1%      |
| Ongeldige en blanco stemmen                                      | Ongeldige en blanco stemmen |                                              | 149.546   | —          |
| Totaal (Opkomst 80,91%)                                          | Totaal (Opkomst 80,91%)     |                                              | 4.592.932 | 100%       |
| a Kandidatuur gesteund door de Österreichische Volkspartei (ÖVP) |                             |                                              |           |            |

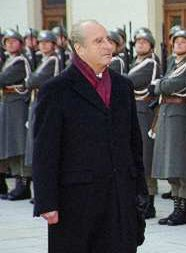
Thomas Klestil (Partijloos)
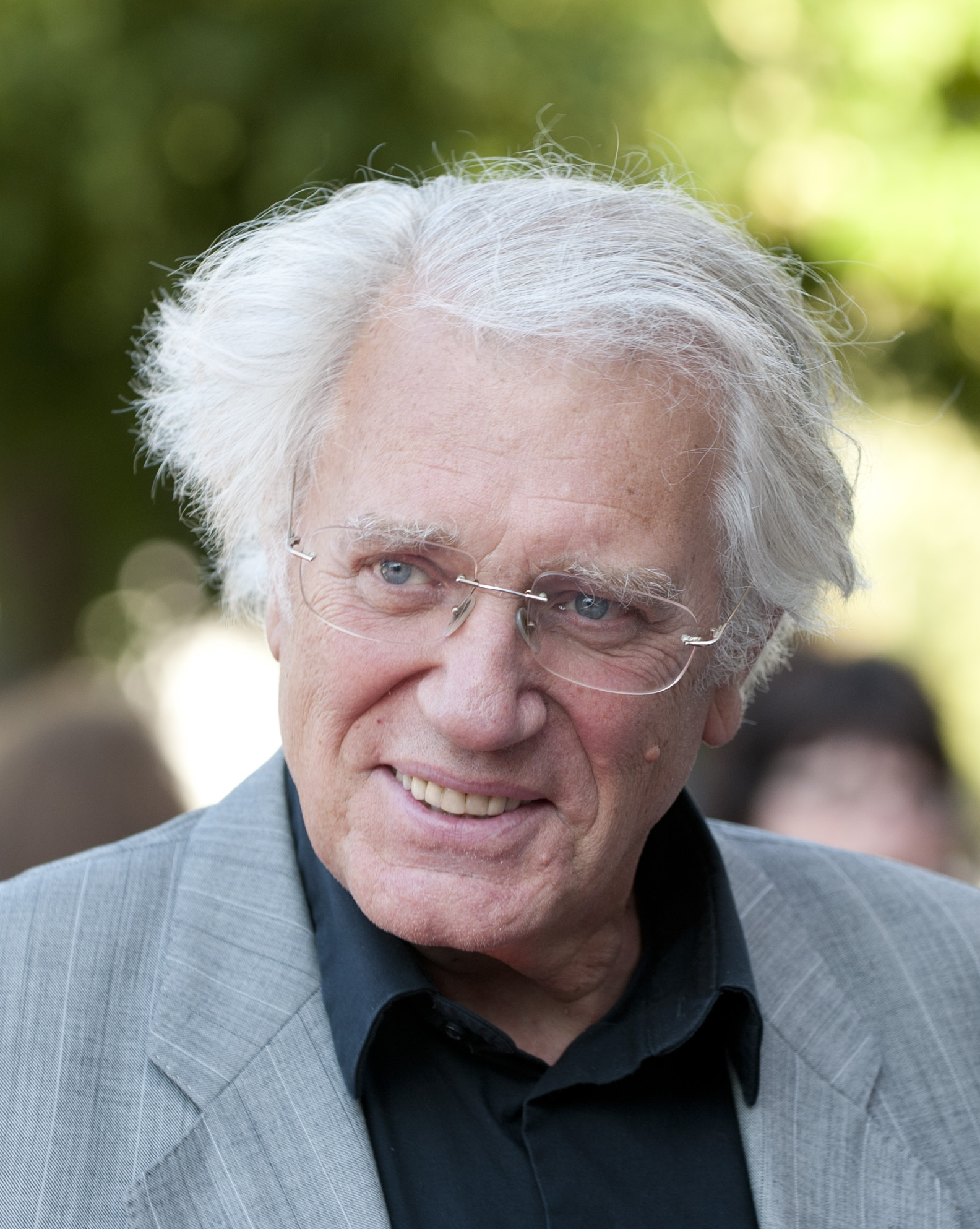
Rudolf Streicher (SPÖ)